# Emmanuel Bangué
Emmanuel Bangué (Francia, 21 de julio de 1971) es un atleta francés retirado especializado en la prueba de salto de longitud, en la que consiguió ser medallista de bronce europeo en pista cubierta en 1998.

## Carrera deportiva
En el Campeonato Europeo de Atletismo en Pista Cubierta de 1998 ganó la medalla de bronce en el salto de longitud, con un salto de 8.05 metros, tras el ucraniano Alexey Lukashevich (oro con 8.06 metros) y el portugués Carlos Calado (plata también con 8.05 metros).